# Franz von Lenbach
Franz Seraph Lenbach, depuis 1882, von Lenbach, né le 13 décembre 1836 à Schrobenhausen et mort le 6 mai 1904 à Munich est un peintre bavarois.

## Biographie
Fils d'un maçon, il se destine à une carrière dans l'industrie du bâtiment, quand son intérêt se déplace vers la peinture. En dépit d'une interdiction de son père, il parvient à obtenir de lui de travailler dans l'atelier du peintre Albert Gräfle. Il possède ainsi une solide formation pratique quand il devient l'élève de Karl von Piloty, avec qui il séjourne en Italie en 1858. À son retour à Munich, il devient professeur à l'Académie des beaux-arts de Munich. Il renonce toutefois à ce poste quand le comte Schack, historien et collectionneur d'art, lui demande d'exécuter des copies de plusieurs tableaux de ses collections.
Franz von Lenbach, qui a également voyagé en Espagne afin d'étudier et de copier les tableaux de Vélasquez au Prado est avant tout connu aujourd'hui pour ses portraits. Parmi ses principales œuvres, les plus réputées sont celles d'Otto von Bismarck, du pape Léon XIII, ainsi que de nombreuses personnalités de la bonne société, du monde des arts et de la culture du XIXe siècle. Il est devenu de son vivant un peintre connu à la fois en Allemagne et en Autriche. Il a été qualifié de prince du style munichois. Il fait partie de l'école de Munich. On compte parmi ses élèves August Croissant.
En 1862 fut professeur à l'École des beaux-arts de Weimar.
Sa maison construite dans le style des villas florentines à Munich est un musée qui contient une très riche collection de peinture moderne.

## Œuvre
- Berger, 1860, huile sur toile, 108 × 154 cm, Neue Pinakothek, Munich[1]
- Portrait de Wilhelm Busch, vers 1877, huile sur carton, 54 × 47 cm, Musée de l'Ermitage, Saint-Petersbourg[2]
- Portrait d'Otto von Bismarck, vers 1880, huile sur toile, 121 × 91 cm, Musée Lenbachhaus de Munich[3]
- Pape Léon XIII, 1885, huile sur bois, 65 × 63 cm, Musée Lenbachhaus de Munich[4]
- Portrait de Marion Lenbach, 1897, huile sur carton, 81 × 74 cm, Collection particulière[5]
- Professeur Theodor Mommsen, 1899, Huile sur toile, 67 × 54 cm, Musée Lenbachhaus de Munich[6]
- Nu féminin, 1902, huile sur carton, 106 × 132 cm, Musée Lenbachhaus de Munich[7]
- Lenbach avec son épouse et ses filles, 1903, huile sur carton, 96 × 122 cm, Lenbachhaus, Munich[8]

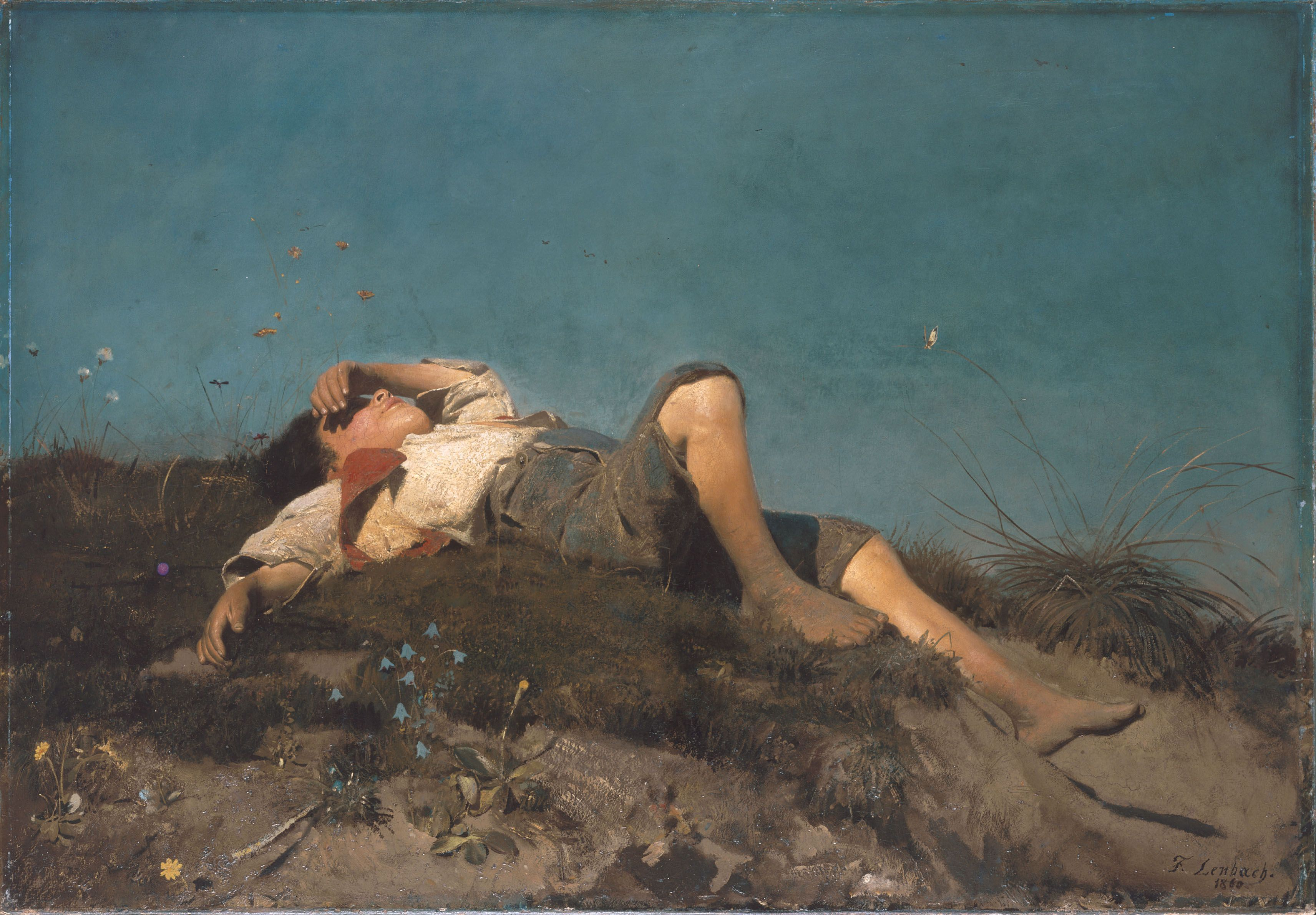
Berger, 1860 Neue Pinakothek, Munich
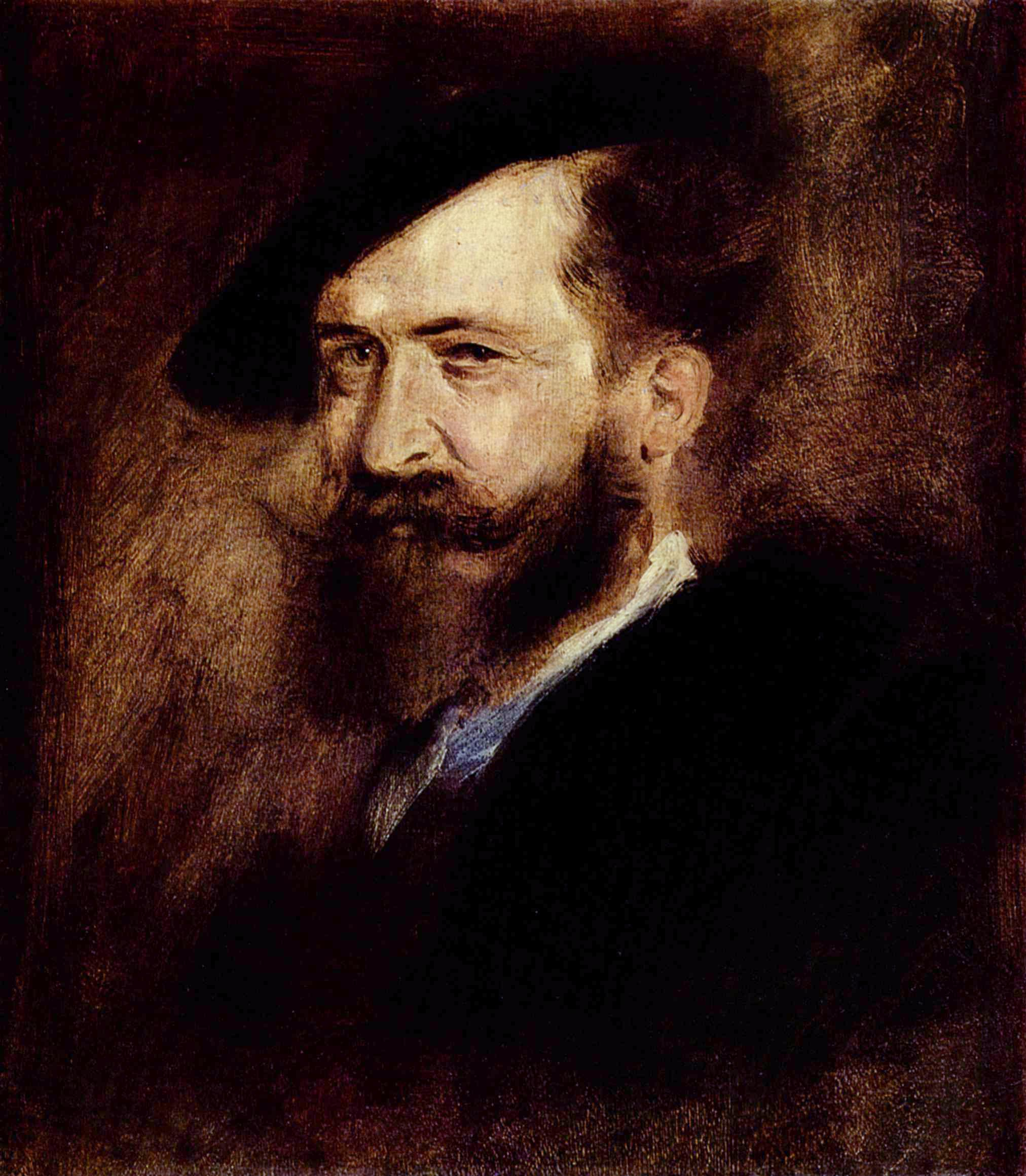
Portrait de Wilhelm Busch, vers 1877 Musée de l'Ermitage, Saint-Pétersbourg
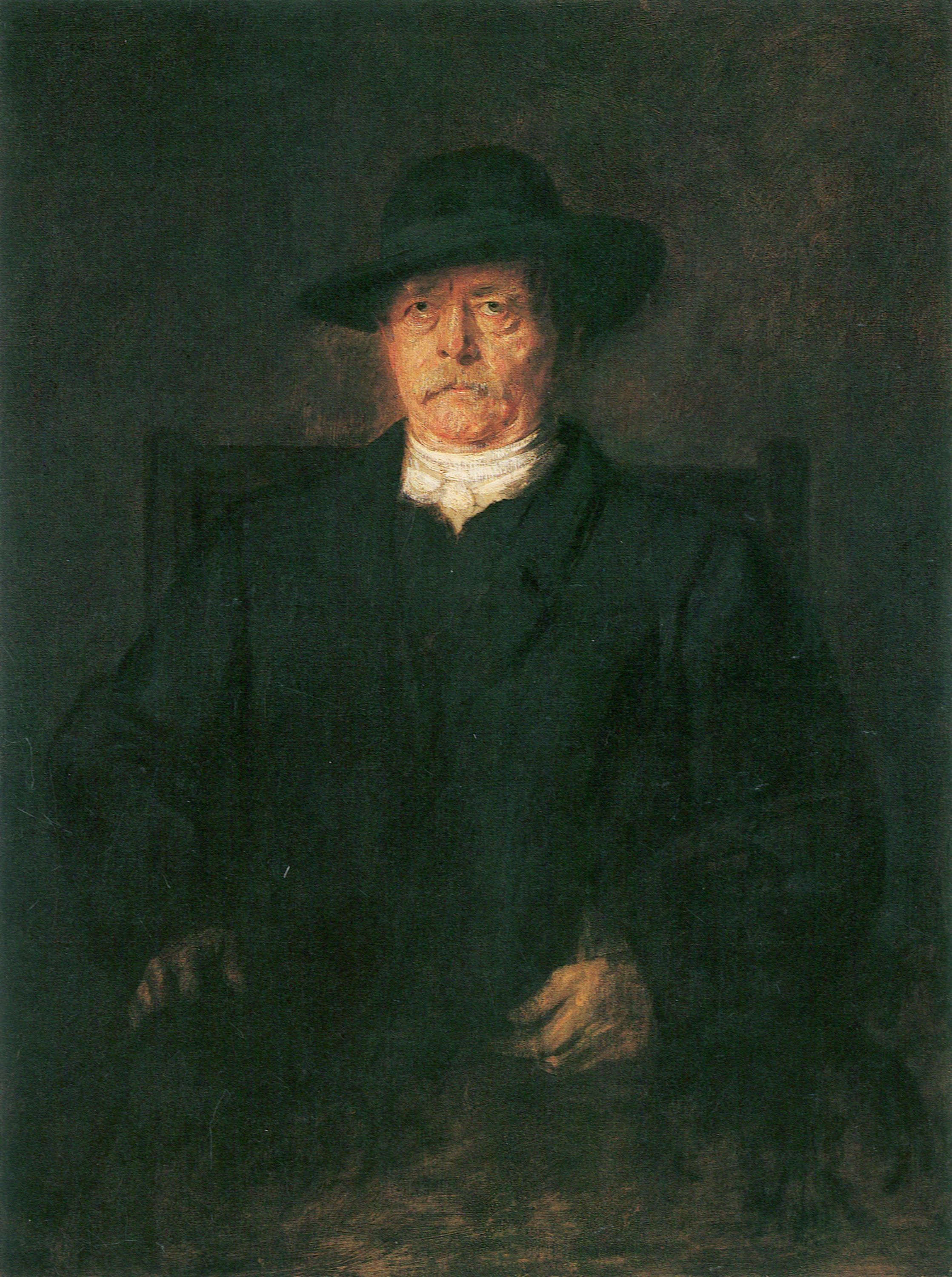
Portrait d'Otto von Bismarck, vers 1880, Musée Lenbachhaus de Munich
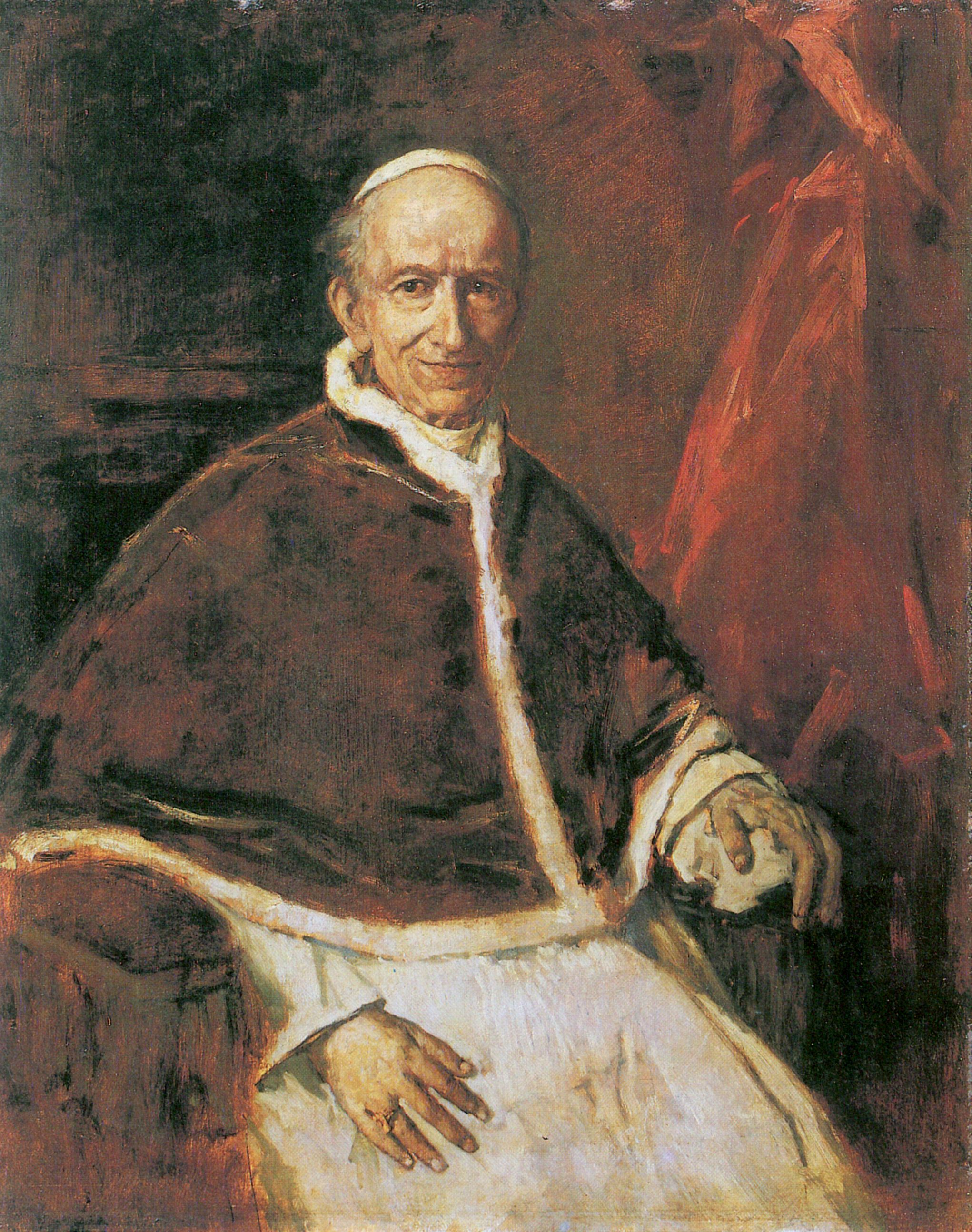
Portrait du Pape Léon XIII, vers 1885 Musée Lenbachhaus de Munich
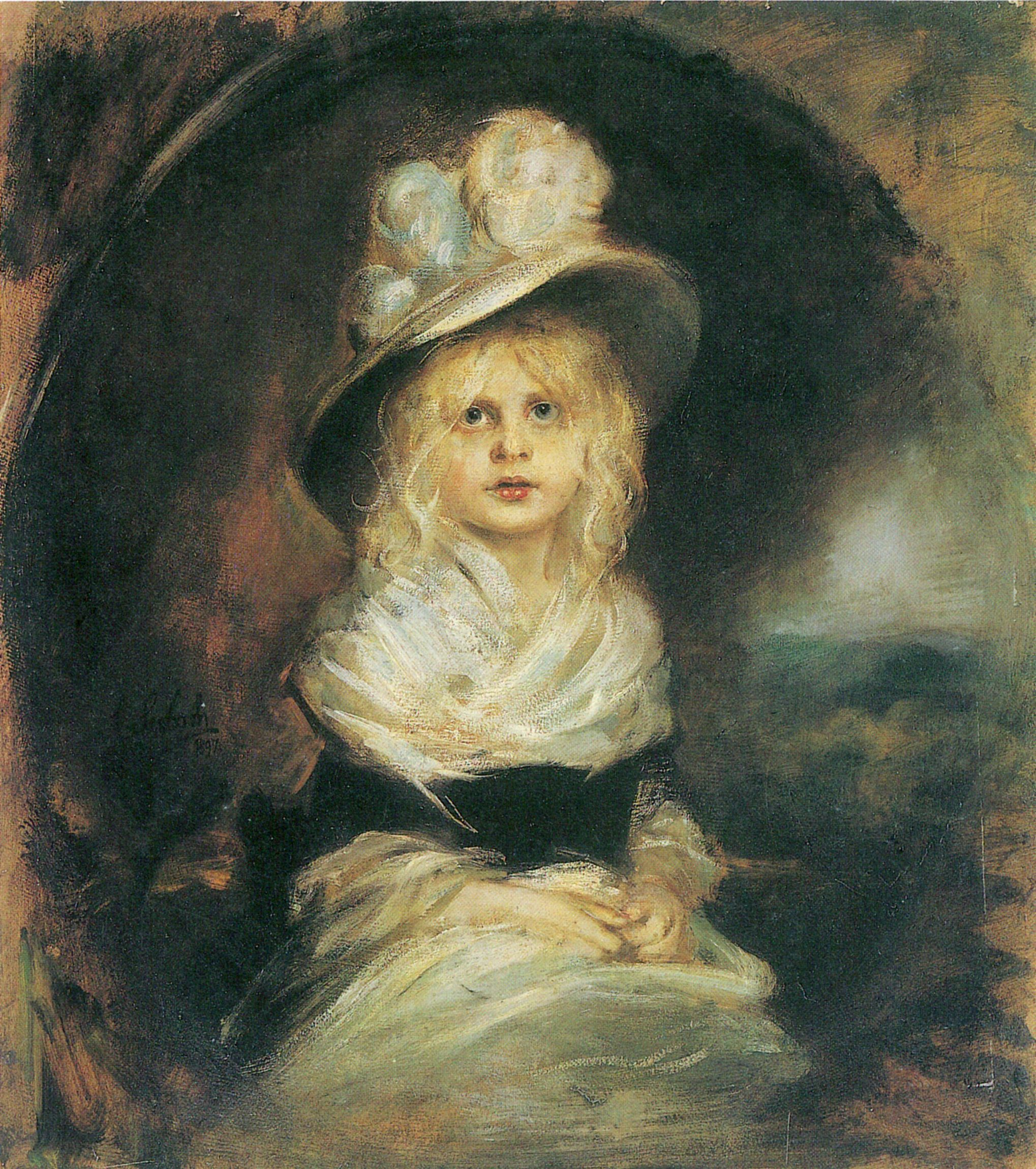
Portrait de Marion Lenbach, 1897, collection particulière
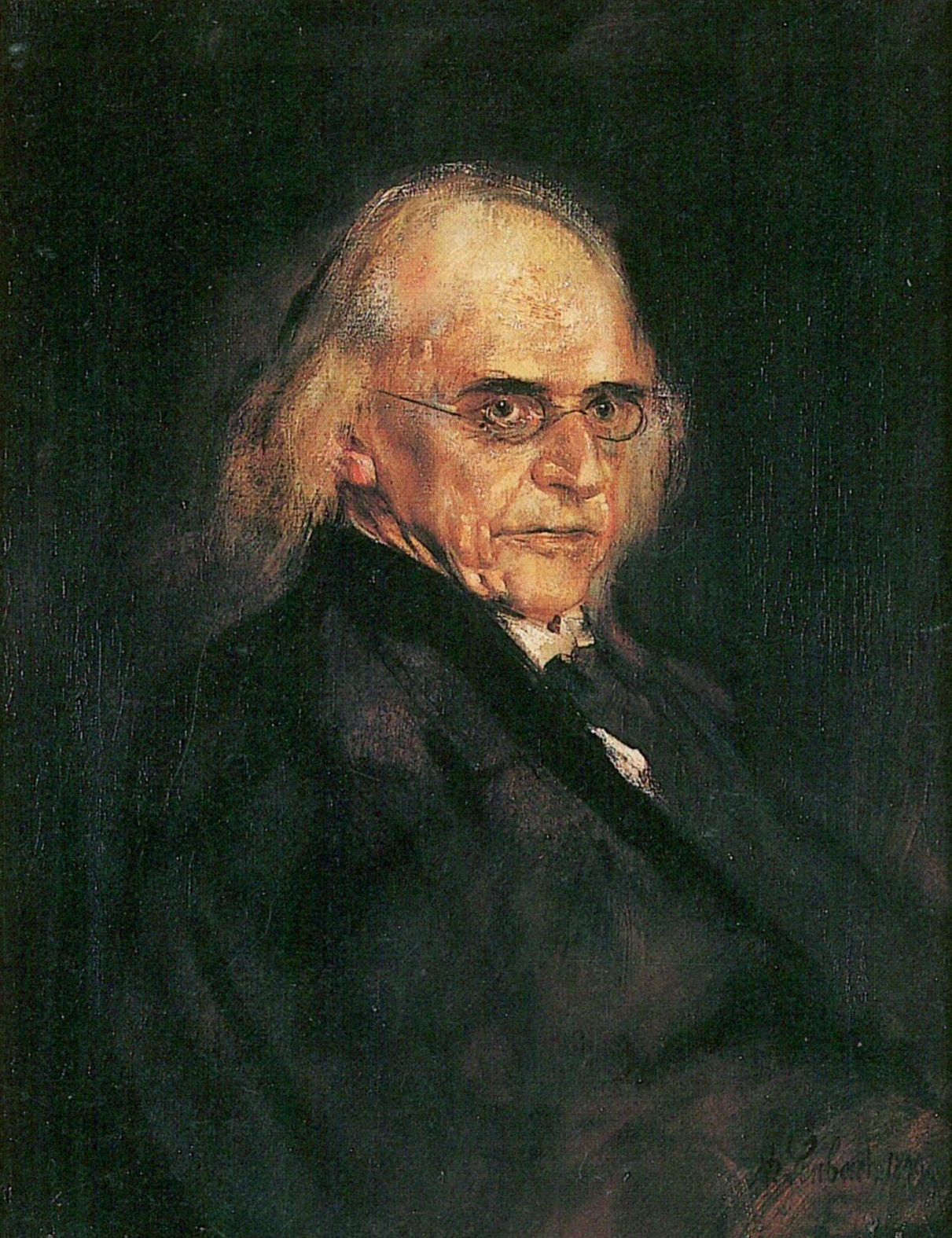
Portrait de Theodor Mommsen, 1899 Musée Lenbachhaus de Munich
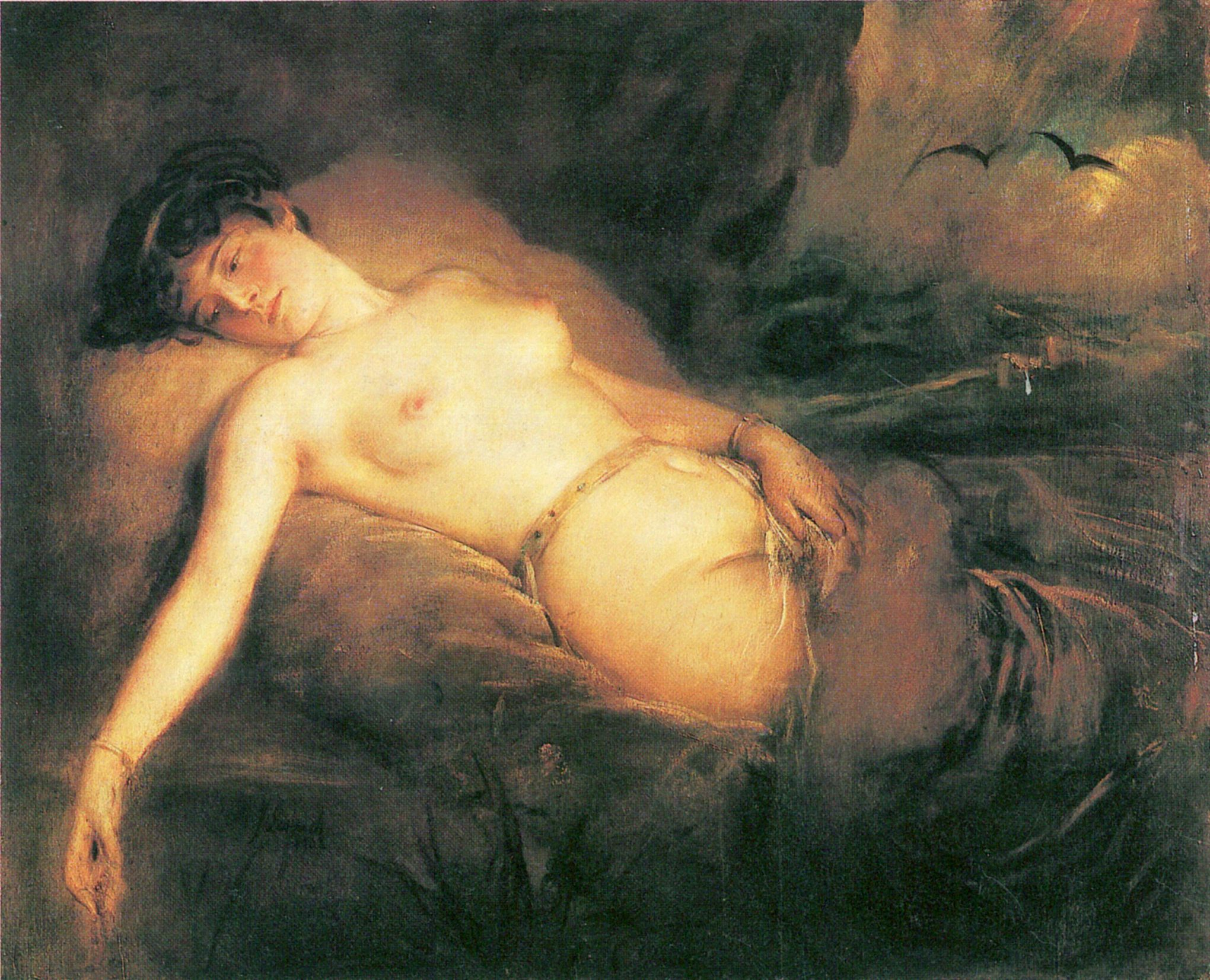
Nu féminin, 1902 Musée Lenbachhaus de Munich